# Пюжо
Пюжо́ (фр. Pujo, окс. Pujòu) — коммуна во Франции, находится в регионе Юг — Пиренеи. Департамент — Верхние Пиренеи. Входит в состав кантона Вик-ан-Бигор. Округ коммуны — Тарб.
Код INSEE коммуны — 65372.

## География

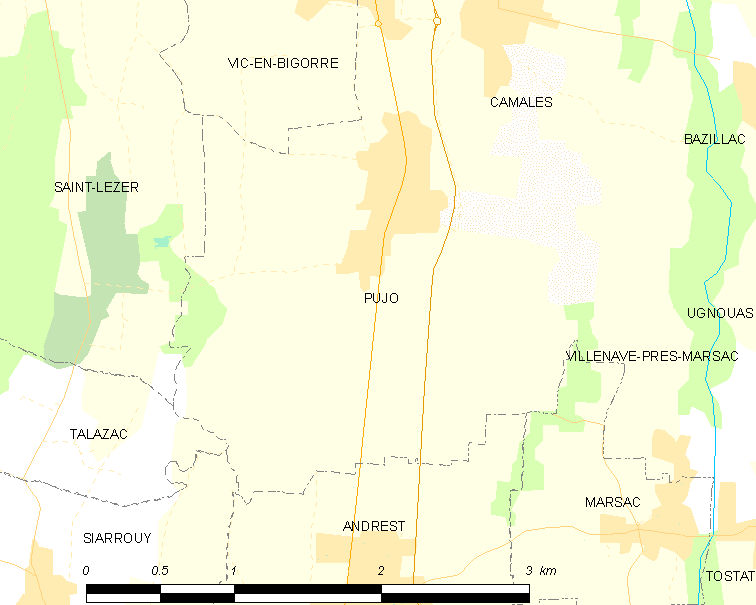
Карта коммуны

Коммуна расположена приблизительно в 640 км к югу от Парижа, в 115 км западнее Тулузы, в 14 км к северу от Тарба.
Коммуна расположена в местности Бигорр. На западе коммуны протекает река Эшес.

## Климат
Климат умеренно-океанический с солнечной тёплой погодой и обильными осадками на протяжении практически всего года.

## Население
Население коммуны на 2010 год составляло 616 человек.
| 1962 | 1968 | 1975 | 1982 | 1990 | 1999 | 2010 |
| ---- | ---- | ---- | ---- | ---- | ---- | ---- |
| 488  | 518  | 535  | 520  | 585  | 579  | 616  |

## Администрация
| Период | Период | Фамилия         | Партия | Примечания |
| ------ | ------ | --------------- | ------ | ---------- |
| 2001   | 2020   | Франсуаза Лерда |        |            |

## Экономика
В 2010 году среди 380 человек трудоспособного возраста (15-64 лет) 284 были экономически активными, 96 — неактивными (показатель активности — 74,7 %, в 1999 году было 65,8 %). Из 284 активных жителей работали 244 человека (120 мужчин и 124 женщины), безработных было 40 (20 мужчин и 20 женщин). Среди 96 неактивных 29 человек были учениками или студентами, 34 — пенсионерами, 33 были неактивными по другим причинам.